# Церковь Владимирской иконы Божией Матери (Пустынка)
Церковь Владимирской иконы Божией Матери в Пустынке — недействующий православный храм, находящийся в деревне Пустынка, Владимирская область. Построена в 1806 году старанием прихожан. Храм построен в классическом стиле. В 2019 году началась реставрация церкви.

## Сретенская Михайлова пустынь. Монастырь преподобного Михаила
До 1763 года на месте нынешней церкви Владимирской иконы Божией Матери стоял монастырь Михайлова пустынь, который был основан в конце XIV века Михаилом Верижником. В Михайловой пустыни были две деревянные церкви: холодная — в честь Владимирской иконы Божией Матери и тёплая — в честь Усекновения главы Иоанна Предтечи. Обе церкви вместе с монастырскими зданиями в 1763 году сгорели, и более пустынь уже не восстановлялась.
Имена настоятелей пустыни известны лишь с начала XVIII столетия. Это строитель (монашеский чин ниже игумена) Александр, возглавлявший пустынь в 1710-е годы, и иеромонах Герасим, служивший там уже в 1730-е. В 1764 году императрица Екатерина II издала указ о секуляризации церковных владений. По этому указу были упразднены многие небольшие и небогатые монастыри.

## Пожар 1763 года
В 1763 году во время пожара сгорела практически вся обитель вместе с храмами и иноческими кельями. Монастырь оказался в числе тех, которые подлежали немедленному закрытию. В том же году с разрешения епархиального начальства были построены новые церкви: холодная деревянная — в честь Владимирской иконы Божией Матери и тёплая каменная — в честь Усекновения главы Иоанна Предтечи; при этих церквах был образован приход, а прежняя пустынь упразднена. 
Деревянная церковь Владимирской иконы Божией Матери существовала в селе до 1806 года пока её не разобрали «за ветхостию». Вместо нее по решению прихожан, принятом на сходе 23 апреля 1806 г., началось возведение каменной церкви в то же наименование, «помощию доброхотных дателей», которая и была построена в 1810 году. В 1862 году при Владимирской церкви пристроили придел в честь Рождества Пресвятой Богородицы - в то же наименование, что и прежний приходской храм смехровцев. При церкви прихожане возвели каменный домик для сторожа, часовню и кирпичную ограду вокруг храма, а в этом году усердием прихожан по инициативе Григория Яковлева (ктитора из местных крестьян) построена каменная церковь с трёхъярусной колокольней и освящена в прежнее наименование; в 1862 году в церкви устроен придел с престолом во имя Рождества Пресвятой Богородицы.

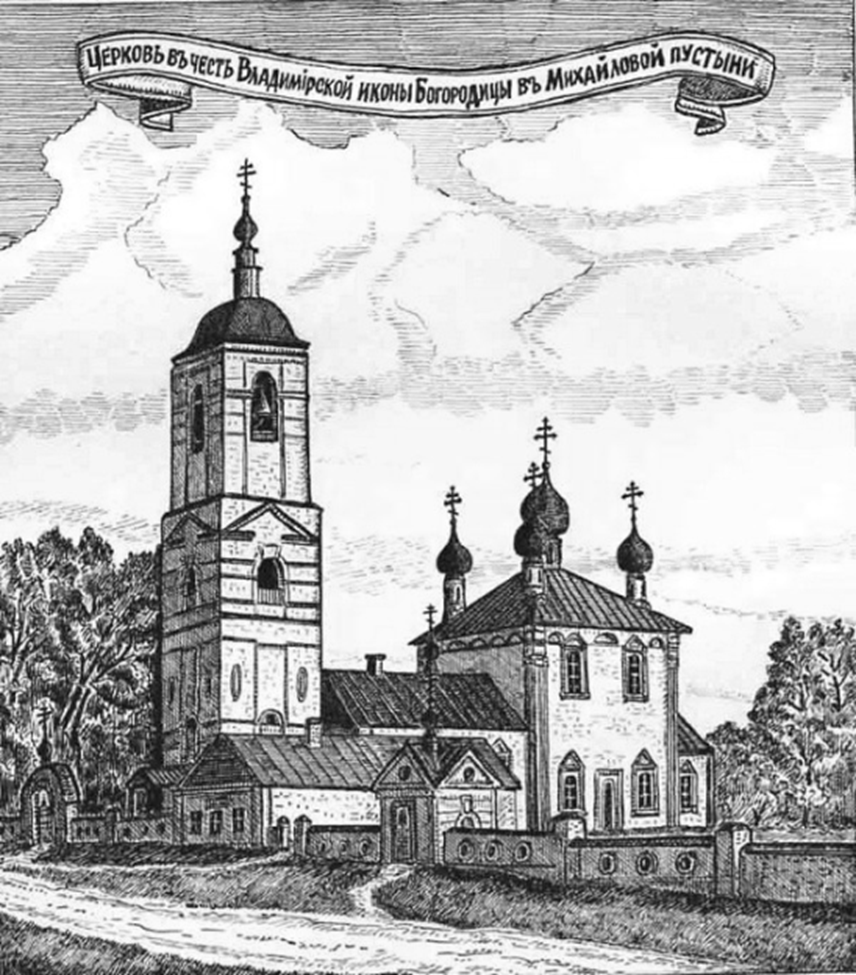
Церковь Владимирской иконы Божией Матери в Михайловой пустыни. 1808 год. Автор неизвестен.

Приход церкви составляли жители семи окрестных деревень (Высокова, Лычёва, Панина, Смехры, Тетерина и ныне несуществующих Душилова и Клячина) — в 1898 году дворов в приходе было 150, в них 657 мужчин и 720 женщин. Причт при церкви составляли священник и псаломщик.
Вместе с каменными оградой, Святыми вратами, часовней и домом священника храмовый комплекс образовал собой подобие прежней обители. В качестве главной святыни там бережно хранилась старинная Владимирская икона Божией Матери, чудесным образом оставшаяся невредимой во время всех пожаров, в том числе и самого страшного в 1763 году.

## XX век. Советское время

Тинский перевоз. Литография начала XIX века.

Вплоть до начала 1920-х годов Михайлова пустынь, фактически к тому времени ставшая селом, была центром прихода. В престольный праздник в июне там проходили ярмарки, почти рядом с церковной оградой шёл оживленный почтовый тракт из Вязников в Шую, а неподалёку на Клязьме действовала паромная переправа Тинский перевоз, которую уничтожили в 1960-70-х годах. 
В 1913 году Михайлову пустынь проездом на родину — в село Шапкино — посетил митрополит Московский и Коломенский Макарий (Невский), ныне причисленный к лику святых.
Когда при новой безбожной власти начались гонения на Церковь, решением Ковровского райисполкома от 18 августа 1935 года храм в честь Владимирской иконы Божией Матери в селе был закрыт и разорён. Судьба его древнего престольного образа с тех пор неизвестна.
В 1960-е годы вокруг храма была разрушена церковная ограда, 
Михайлову пустынь переименовали в Пустынку.

## Реставрация церкви.
На данный момент восстановлены крыши трапезной, алтаря, укреплен старый фундамент.